# Hildgund (Drama)
Hildgund ist ein Drama von Karoline von Günderrode aus dem Jahr 1805 und ist als Teil ihrer Veröffentlichung ‘Poetische Fragmente’ veröffentlicht worden. Zunächst erschien das Drama unter dem Pseudonym ‘Tian’. Im Zentrum der Handlung steht die marginalisierte Burgundertochter Hildgund, welche sich in einer patriarchalen Weltordnung gegen die Macht – ausgehend von ihrem Vater ‘Herrich’ (Fürst der Burgunder) und dem Tyrannen ‘Attila’ (König der Hunnen) – zu wehren versucht.

## Inhalt
Das Drama Hildgund ist der Epoche der Romantik zuzuordnen und vermutlich Günderrodes erstes Drama, welches wahrscheinlich noch vor 1804 entstanden ist. Es handelt sich um ein Dramenfragment. Es ist nicht eindeutig, ob der offene Schluss von der Autorin beabsichtigt wurde oder nicht. Laut Walter Morgenthaler [u. a.] ist anzunehmen, dass der offene Schluss ursprünglich nicht gedacht war. Andere Forschung wiederum betont, dass das Drama durchaus als ein poetisches Fragment von Günderrode geplant wurde. Das Drama ist eine Neuerzählung der Judith-Sage zu Zeiten Attilas. Günderrode verbindet die Attila-Sage mit dem Walthari-Lied. Als Vorbild diente ihr wahrscheinlich auch der Roman “Attila, König der Hunnen” von Ignaz Aurelius Feßler.
Zu Beginn des Dramas kehren die Burgundentochter Hildgund und ihr Verlobter Walther von Aquitanien an den Palast ihres Vaters, dem Burgunderfürsten Herrich zurück. Sie waren unfreiwillig für mehrere Jahre am feindlichen Hof des Tyrannen und König der Hunnen Attila gefangen. Durch grausame Kriege versucht dieser, die ganze Welt einzunehmen, und ist dabei nicht unerfolgreich. Am Königshof wurde Hildgund von Walther getrennt, konnte sich aber als eine enge Vertraute von Attila und dessen Ehefrau Ospiru etablieren. So wurde Hildgund durch ihre Freundschaft mit Ospiru sogar die königliche Schatzwächterin für Attila. Zusammen mit Walther gelingt ihr dann jedoch die Flucht. Attila möchte Hildgund jedoch zurück, um sie zu heiraten und damit zur Königin der Hunnen zu machen. Im Gegenzug bietet Attila den Burgunden den Frieden an. Während Herrich dem Angebot von Attila nicht abgeneigt ist und Hildgund zur Hochzeit drängt, versucht Walther Hildgund davon zu überzeugen, dass eine Heirat mit Attila die falsche Entscheidung sei. Hildgund ist jedoch entschieden das Heiratsangebot anzunehmen. Sie ist der Meinung, solange Attila lebt, können sie und Walther nicht in Frieden zusammen glücklich werden. Hildgund kehrt schließlich an Atillas Hof zurück und plant, diesen in der Hochzeitsnacht zu ermorden. Das Drama endet jedoch nicht mit der Ermordung Attilas, sondern bricht ab, nachdem Hildgund von Attila an dessen Hof begrüßt wird. Das Ende des Dramas bleibt damit unausgestattet, da der Mord an Attila bloß verbal angekündigt, nicht aber dargestellt wird. Es bedarf der Phantasie der Rezipient*innen ebenso wie der Kenntnis über die tyrannenmordende Tat Ildikos aus der Attila-Sage, um den literarisch nicht ausgeführten Schluss des Dramas zu erahnen.

## Handlung

### Personen
- Herrich, Fürst der Burgunder
- Hildgund, seine Tochter
- Walther von Aquitanien, ihr Verlobter
- Attila, König der Hunnen
- Edezon, ein Hunne

(Ospiru, Attilas Ehefrau)

### Szene 1
Hildgund – die Tochter des Fürsten der Burgunder –, und Herrich – ihr Vater – begrüßen sich, nachdem Hildgund und Walther an Herrichs Palast zu Cabilonum angekommen sind. Sie waren für einige Jahre unfreiwillig an Attilas Hof gefangen genommen gewesen. Hildgund betont, dass sie ihr Vaterland und auch ihren Vater schmerzlich vermisste und froh ist, wieder am Hofe ihres Vaters zu sein. Auf Herrichs Nachfrage erzählt sie von ihren Erfahrungen mit Attila – dem König der Hunnen – und betont, dass die Gerüchte über diesen wahr sind. Attila ist barbarisch und gierig – will die ganze Welt einnehmen-, jedoch persönlich auch bescheiden und großzügig. Hildgund habe sich am Hof zunächst sehr einsam gefühlt – so wurde sie auch von Walther getrennt-, jedoch hat sich eine enge Freundschaft mit der Ehefrau von Attila ’Ospiru’ entwickelt, welche sie in Attilas Gunst rückte. So konnte sie sogar Attilas Schatzwächterin werden, vermisste jedoch ihre Heimat sehr. Hildgund erzählt ihrem Vater von der Flucht, welche ihr gelungen ist, nachdem sie Walther auf einem Bankett begegnet ist. Dieser forderte sie auf, hilfreiche Dinge aus Attilas Schatz zu stehlen, und auf sein Signal zu warten. Nachdem Walther ihr das Signal gegeben hat, entwendete sie unter anderem ein goldenes Schwert, goldene Armbänder und ein Schild. Zusammen gelang ihnen die Flucht. Auf die Nachfrage ihres Vaters, ob sie sich mithilfe der Götter befreit hätte, antwortet Hildgund, dass der Gott, welcher sie befreit hat, in ihrem eigenen Herzen wohnt.

### Szene 2
Attila belagert die römische Stadt Acuilegia. Sein Untergebener Edezon kommt zu ihm in sein Zelt, um ihn über Unruhen im Heer zu informieren. Edezon fragt Attila, ob dieser nun nicht genug Reiche eingenommen hätte und ob es noch Etwas gäbe, das er nicht eingenommen hat. Attila erwidert, dass er erst ruhen kann, wenn er alle Völker besiegt hat. Auf Edezons Nachfrage, ob die Zerstörung von Aquilegia und Verzweiflung der Bevölkerung ihm nicht reichen würde und ob er ihnen nicht seine Gnade anbieten könnte im Gegenzug zur Unterwerfung, antwortet Attila, dass er gerne bereit ist Gnade walten zu lassen, wenn diese sich unterwerfen. Wenn sie sich jedoch nicht unterwerfen, sollen sie heute noch sterben.35 Nachdem Edezon davongeht ist Attila irritiert davon, dass er trotz des anstehenden Sieges mit Trauer erfüllt ist. Er vermisst Hildgund und möchte diese zurückfordern, um sie zu seiner Königin zu machen. Ihren Verrat will er ihr verzeihen, da ihr Herz sich nach Freiheit gesehnt hat.

### Szene 3
Zurück an Herrichs Palast in Cabilonum erzählt Herrich Walther und Hildgund von Attilas Forderung. Herrich ist nicht abgeneigt, da Attila im Gegenzug zur Heirat Herrich Frieden anbietet. Dezent drängt er Hildgund zur Annahme, überlässt ihr jedoch die Entscheidung.  Walther ist über den Vorschlag entsetzt und möchte Attila töten. Hildgund jedoch ist zwar nicht glücklich, jedoch fest entschlossen Attilas Vorschlag anzunehmen. Sie schlägt Walther vor zu fliehen.  Herrich ist über die Entscheidung seiner Tochter froh und geht. Walther wirft Hildgund – jetzt allein – vor, dass sie das Heiratsangebot nur annehmen würde, weil sie Habgierig ist und Attilas Thron will. Hildgund erwidert daraufhin, dass dies nicht der Fall ist und sie die größte Tat plant, welche eine Frau je getan hat. Solange Attila lebt, können sie und Walther nicht fliehen und zusammen glücklich werden.  Sie führt aus, dass der Mann sein eigenes Schicksal machen kann, eine Frau jedoch durch strenge Sitte gefangen ist.40 Walther soll Herrich beschützen und im Gegenzug will sie ihm einen Wunsch erfüllen. Walther möchte, dass sie seinen Namen nie mehr sagt und ihn vergessen soll. Sie habe ihr Schicksal frei gewählt und er möchte ihr verzeihen. Allein gibt Hildgund preis, dass sowohl ihr persönliches Glück als auch das Schicksal aller Völker von ihr abhänge. Sie will Attila mit einem Dolch töten.

### Szene 4
Zurück in Attilas Palast zu Curta in Pannonien wird Hildgund in Attilas Namen von Edezon begrüßt.  Edezon rät Hildgund Attila gegenüber treu zu sein, damit auch Attila ihr ein edler und gütiger Mann sein kann. Hildgund täuscht vor Edezons Rat anzunehmen und dankt ihm. Auf Hildgunds Nachfrage erzählt Edezon ihr, dass es Ospiru gut geht und diese ein schönes Leben lebt.   Edezon geht, mit dem Hinweis, dass Attila sie gleich begrüßen wird. Hildgund ist kurz allein und beschreibt ihre Bereitschaft Attila zu töten, um die Völker von Attilas Herrschaft zu befreien.   Attila kommt hinzu und begrüßt Hildgund. Hildgund täuscht Reue und Dankbarkeit vor. Attila verzeiht ihr und fordert sie auf, an einem Fest teilzunehmen. Hildgund murmelt zu sich selbst, dass Attila nur feiern soll, da es die schnell verrinnenden Stunden seines letzten Tages seien.

## Form
In der Originalfassung sind die Sprechernamen im Sperrdruck gedruckt und mittenzentriert. Die längeren Verszeilen sind gebrochen und die Sprechtextanfänge wurden eingerückt.
Es handelt sich um ein alexandrinisches Grundmetrum, welches jedoch häufig durch 5hebige-, 4hebige- und einmal durch ein 7-hebigen Jambus gebrochen wird. Laut Walter Morgenthaler [u. a.] deutet dies, zusammen mit der fehlerhaften Form des Alexandriners, auf eine beträchtliche metrische Unsicherheit. Zudem ist die durchgängige Vermeidung von Elisionen auf Kosten des alternierenden Metrums (ewige Freude, unserer Väter) auffällig, während umgekehrt auch Zusatzvokale zur Komplettierung der Alternation eingeschoben werden (z. B. Hildegunde V.119 u. 309; Verzweiflung V.159). Laut Morgentaher ist zudem die Häufung der vorangestellten Genitivattribute syntaktisch ungewöhnlich.

## ‘Hildgund’ als Statement gegen Geschlechterkonventionen
Nicht nur inhaltlich übt das Drama ‘Hildgund’ Kritik an den geltenden Geschlechterkonventionen seiner Zeit. Dadurch, dass Günderrode zwischen 1804 und 1806 fünf Dramen schreibt und teilweise publiziert – Hildgund, Mahomed, Udohla, Magie und Schicksal und Nikator –, unterläuft sie der Zuordnungen von Gattungen in ihren binären Geschlechterstrukturen. Mit dem Verfassen von Dramen widmet sich Günderrode nicht einer beliebigen Textgattung, sondern einem „Master-Genre“, dass in dieser Zeit als „unangefochten höchste literarische Gattung“ gilt. Einer Gattung, welche traditionell Männern vorbehalten war.
Auch inhaltlich unterläuft Günderrode in ihrem Drama ‘Hildgund’ einige traditionelle Geschlechterkonventionen. So sticht die Held*innen-Figur durch einen klaren Verstand und vorausschauendes Kalkül heraus, durch das sie sich von ihren männlichen Zeitgenossen unterscheidet. Mit der Hildgund-Figur unterläuft Günderrode die traditionelle Heldentypologie, indem sie Hildgund auf die männliche Gewalt des Hunnenkönigs Attila mit List und Täuschung reagieren lässt. Cornelia Ilbrig fasst zusammen, dass damit verbunden nicht nur ein Entwurf eines neuen Heldinnentypus ist, sondern auch ein Positionswechsel: Hildgund zieht anstatt ihres Geliebten, Walther von Aquitanien, in das Reich der Hunnen, um Attila zu ermorden. Die Perspektive ist damit grundlegend verändert. Traditionell hätte der junge Ritter – Walther – die Pflicht, die Prinzessin zu verteidigen und als Held aufzutreten. Eine Pflicht, welche Walther im Drama auch nachkommen zu versucht. Verhindert wird er aber von der Titelheldin selbst, welche die Heldentat übernimmt, ihr Volk verteidigt und den gefürchtetsten Eroberer der Zeit – vielleicht ein Seitenblick auf Napoleon – herausfordert.
Mit der Hildgund-Figur entwirft Günderrode erstmals ihr Ideal einer Frau, welche die engen Ketten des bürgerlichen ‘Frauenglücks’ zu sprengen versucht, indem sie erfolgreich ins Gemenge der großen Welt eingreift und die geschichtlichen Strukturen ihrer gesellschaftlichen Wirklichkeit als politisch handelnde beeinflusst.  Die Besonderheit des Dramas liegt dabei nicht nur in dem Handlungsverlauf, sondern in der Persönlichkeitsstruktur von Hildgund. Schon in der ersten Szene wird diese illustriert, wenn Hildgund auf die Frage ihres Vaters: „Hat dich der Götter Hülf’, hast du dich selbst befreit?“ antwortet:

„Der Gott, der mich befreit, wohnt in dem eigenen Herzen“

Margarete Lazarowicz beschreibt dies, als eine ”paradigmatische Charakterisierung einer selbstbewussten, selbstbestimmten Frauenfigur, die nicht als passives Objekt göttlicher oder männlicher Fremdbestimmung ist, sondern deren Handlungsfähigkeit ein grundliegendes Merkmal ihrer individuellen Subjektivität ausmacht”.

## Historischer Hintergrund
Das Dramenfragment ‘Hildgund’ wurde in Zeiten seiner Erscheinung nicht auf die Bühne gebracht. Es ist anzunehmen, dass dies unter anderem auch dazu diente, der Zensur zu entgehen oder Repressionen zu vermeiden. So sind gewisse Parallelen zwischen dem Tyrannen ‘Attila’ in Günderrodes Werk und Napoleon Bonaparte zu erkennen. Eine solche Ähnlichkeit des Antagonisten mit Napoleon könnte als Kritik an der politischen Lage verstanden worden sein. Ob Günderrode bei dem in ‚Hildgund‘ entworfenen Attila-Bild wirklich an Napoleon gedacht hat, wie es Erich Regen vermutet, verbleibt im Bereich der Spekulation. Laut Margarete Lazarowicz, „Wäre [es] jedoch unangebracht, die zeitkritischen Aspekte des ‚Hildgund‘-Entwurfs auf eine Ablehnung der französischen Okkupationsbestrebungen zu reduzieren, um so die antifeudale orientierte Tyrannenkritik der Günderrode zu verleugnen und ihr Leiden an den feudalabsolutistischen und bürgerlichen Zügen der zeitgenössischen Wirklichkeit Projektil zu übertünchen.“
Unabhängig von der Frage, warum das Drama nicht aufgeführt wurde, ist eindeutig, dass es von Zeitgenossinnen und Zeitgenossen als Lesedrama rezipiert wurde. Dies kann aus den fehlenden Theaterkritiken der Tageszeitungen 1805 geschlossen werden.

## Historische Rezeption und Kritiken
Günderrodes Werk ‘Poetische Fragmente’, in welchem ihr Drama ‘Hildgund’ 1805 erschien, ist gemischt. So schreibt Friedrich Creuzer, ihr Geliebter, welcher ihr zudem auch bei dem Verlegen ihrer Werke half, an Susanne von Heyden:

„Die Entdeckung des Verheimlichten Schatzes (der Hildgund) hat mich froh überrascht. Man könnte neidisch werden über die vielen Güter, wenn man nicht so sehr liebte.“

In dem Unterhaltungsblatt „Der Freimüthige oder ernst und Scherz“ wird das Dramenfragment zu seiner Erscheinung 1805 folgend beschrieben:

„Der erste Artikel heißt Hildegund und besteht aus einigen ziemlich nachlässig versificirten Scenen ohne Anfang und Ende - und Inhalt. Eine Burgundische Prinzessin ist mit ihrem Liebhaber von Attila’s Hofe (wie sie dahin kam, erfährt man nicht,) nach Hause entflohn. Attila (der Verf. Betont Attìla) fordert sie zurück, um sie zu heirathen. Sie willigt ein, aber mit dem Vorsatz ihn zu erstechen, und - da ist das poetische Gemachsel zu Ende. ‚Aber der Titel verspricht ja nur Fragmente.‘ Freilich, aber ein Fragment, das man dem Publikum mittheilt, muß, wenn auch nur ein Theil eines größeren Ganzen, doch auch für sich eine Art von Vollendung haben, wenigstens die Situation zu begrenzen, die sein Inhalt ist. Fragmente, bei denen das nicht der Fall ist, herausgeben, ist unbescheiden, wenn sie nicht etwa zu dem Nachlaß eines großen Dichters gehören und ausgezeichneten poetischen Werth haben, was bei diesem gar nicht der Fall ist. [...] Wenn Hr. Tina fleißig an seiner Ausbildung arbeitet, kann er ein angenehmer Dichter und Prosaist werden, aber - mit seinen Schulübungen oder - mich höherklingend auszudrücken, seinen Studien würde er doch wohl gethan haben, noch nicht hervorzutreten. - R.L.“

## Aktuelle Rezeption
Die aktuelle Rezeption und Aufarbeitung des Dramenfragments ‘Hildgund’ ist nicht sehr umfangreich.
Das Drama ‘Hildgund’ wurde anlässlich der Baden-Württembergischen Literaturtage 1991 in Karlsruhe auf die Bühne gebracht. Die Regie übernahm Corinne Frottier.
Im Oktober 2023 wurde eine Ausstellung anlässlich der Veröffentlichung der Lückenliste der Initiative #breiterkanon in der Universitätsbibliothek Frankfurt am Main eröffnet. Die Ausstellung soll zeigen, „wie die Dynamiken und Institutionen von Kanonisierung und Marginalisierung historisch und systematisch funktionierten und wie sie weiter wirken, von Schulkanon bis Verlagspraxis.“ Dies auch anhand des Beispiels Günderrode.
Diese Ausstellung wurde von Michael Sommer zum Anlass genommen, ‘Hildgund’ in seinem YouTube-Format “Sommers Weltliteratur to go” zu thematisieren.

## Editionen
Es gibt keine handschriftliche Überlieferung des Dramas.
Veröffentlichungen zu Lebzeiten:
Zu Karolien von Günderrodes Lebzeiten ist eine selbstständige und autorisierte Version von ‘Poetische Fragmente’ und damit dem Drama ‘Hildgund’ erschienen:
- Tian: Poetische Fragmente. Frankfurt 1805.

‘Hildgund’ in Gesamtausgaben:
- Friedrich Götz: Gesammelte Dichtungen von Karoline von Günderrode. Zum ersten Mal vollständig herausgegeben. Nebst dem Brustbilde der Dichterin und ihrem Grabsteine. Mannheim: Götz, 1857.
- Leopold Hirschberg: Gesammelte Werke der Karoline von Günderode. 3 Bde. Berlin-Wilmersdorf 1920-22. Bd. 1 Berlin-Wilmersdorf: Goldschmidt-Gabrielli, 1920. Bd. 2 und 3 ebd. 1922. / (unveränderter Nachdruck:) Bern: Lang, 1970.
- Elisabeth Salomon: Karoline von Günderode. Gesammelte Dichtungen. München: Drei Masken, 1923.
- Walther Morgenthaler: Karoline von Günderrode: Sämtliche Werke und ausgewählte Studien, Historisch-Kritische Ausgabe. Hrsg. von Walter Morgenthaler.  Band 1–3. Frankfurt am Main; Basel: Stroemfeld/Roter Stern, 2006. Band 1: Texte; Band 2: Varianten und ausgewählte Studien; Band 3: Kommentar